# Edgar Salli
Edgard Salli (Garoua, 17 agosto 1992) è un ex calciatore camerunese, di ruolo centrocampista.

## Palmarès

### Club

#### Competizioni nazionali
- Campionato camerunese: 2

Cotonsport Garoua: 2010, 2011
- Coppa del Camerun: 1

Cotonsport Garoua: 2011

### Nazionale
- Coppa d'Africa: 1

Gabon 2017

### Individuale
- Miglior giocatore della Coppa delle Nazioni Africane Under-20: 1

Sudafrica 2011